# 毛利高能
毛利 高能（もうり たかよし）は、江戸時代中期の豊後国佐伯藩の世嗣。官位は従五位下・大和守。

## 略歴
第6代藩主・毛利高慶の次男。正室は松平忠暁の娘。
兄・高通が廃嫡されたため、代わって佐伯藩嫡子となる。享保14年（1729年）徳川吉宗に拝謁し翌年叙任。しかし、家督を継ぐことなく元文5年（1740年）に26歳で早世した。代わって、甥・高丘が嫡子となった。